# 하세가와 료
하세가와 료(일본어: 長谷川 凌, 1999년 4월 21일~)는 일본의 축구 선수이다.

## 구단 경력
그는 2018년 J2리그의 미토 홀리호크에 입단했다. 2019년 J3리그의 아술 클라로 누마즈로 임대 이적했다. 2020년 일본 풋볼 리그의 베르스파 오이타로 이적했다. 2021년 J2리그의 블라우블리츠 아키타로 이적했다. 2022년 일본 풋볼 리그의 고치 유나이티드 SC에서 활동하였다.